# Гексабромид дикремния
Гексабромид дикремния — неорганическое соединение,
бромпроизводное дисилана с формулой Si2Br6,
бесцветные кристаллы,
гидролизуется водой.

## Получение
- Пропускание паров брома через силицид кальция:

{\displaystyle {\mathsf {2SiCa_{2}+7Br_{2}\ {\xrightarrow {180^{o}C}}\ Si_{2}Br_{6}+4CaBr_{2}}}}
полученную смесь галогенидов разделяют сублимацией в вакууме.

## Физические свойства
Гексабромид дикремния образует бесцветные кристаллы,
гидролизуется водой,
растворяется в тетрахлорметане, сероуглероде, бензоле.

## Химические свойства
- Окисляется при нагревании на воздухе:

{\displaystyle {\mathsf {2Si_{2}Br_{6}+O_{2}\ {\xrightarrow {250^{o}C}}\ SiO_{2}+3SiBr_{4}}}}